# Жоао Брито
Жоао Пауло Брито (на португалски: João Paulo Brito, на португалски се изговаря по-близко до Жуау Паулу Бриту) е португалски футболист, нападател.

## Биография
Роден е на 5 юни 1974 г. Идва в ЦСКА от Ещрела Амадора през 2002 г. и играе 2 години при „Червените“ като прави запомнящи се мачове. Шампион на България за сезон 2002/2003. Отличава се с бързина, техника и борбеност. От 2006 г. е играч на германския СШФ Ян Регенсбург (SSV Jahn Regensburg)